# Robert Gavin Long
Pour les articles homonymes, voir Long.
Robert Gavin Long  (3 mars 1937-4 juin 2011) est un fermier et politique provincial canadien de la Saskatchewan. Il représente la circonscription de Cut Knife-Lloydminster à titre de député du Nouveau Parti démocratique de la Saskatchewan de 1978 à 1982.

## Biographie
Né à Maymont (en) en Saskatchewan, Long est le fils de Donald Charles Long et s'établit à Lloydminster avec sa famille en 1947. Opérateur d'équipement lourd, il s'oriente ensuite vers l'opération d'une ferme en 1962. En 1964, il épouse Phyllis Joyce Murray. Murray étant décédée en 1974, il se remarie avec Eva Marie Sych en 1975.

## Carrière politique
Élu en 1978, il entre au cabinet à titre de ministre des autoroutes et des transports. Tentant une réélection après son premier mandat en 1982, il échoue face au progressiste-conservateur Michael Hopfner. Il est à nouveau défait par Hopfner en 1986.
De 1988 à 1992, Long est président de la branche provinciale des Néo-démocrates. Il sert également comme président de district pour la Saskatchewan Highway Traffic Board.
Il meurt à Lloydminster en Alberta à l'âge de 74 ans.